# Interceptor body armor
 (septembre 2024).

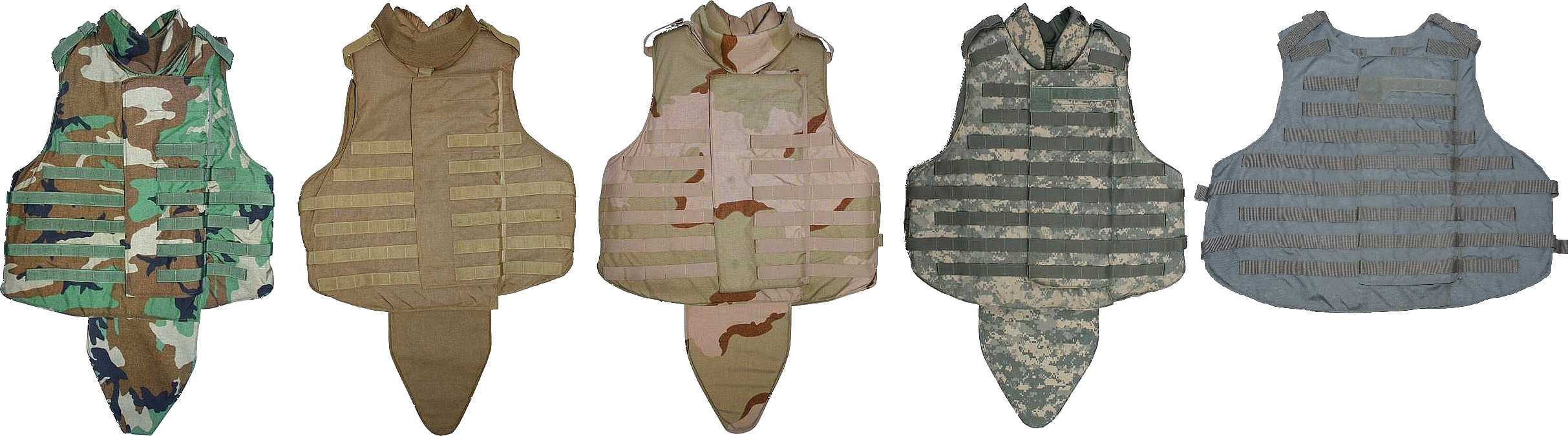
L'Interceptor body armor déclinée en différents camouflages.

L'Interceptor body armor (IBA) est un gilet pare-balles utilisé par les forces armées des États-Unis de la fin des années 1990 à la fin des années 2000, bien que son utilisation soit encore possible au début des années 2010.
L'Interceptor body armor a remplacé l'ancien Personnel Armor System for Ground Troops (PASGT)  introduit dans les années 1980.